# Robbeninseln (Antarktische Halbinsel)
Die Robbeninseln (englisch Seal Nunataks, in Argentinien Nunataks Foca von spanisch foca ‚Robbe‘) sind eine Inselgruppe vor der Nordenskjöld-Küste am östlichen Rand der Antarktischen Halbinsel im Weddellmeer. Die Inseln werden auch als Nunataks beschrieben. Im Gegensatz zu anderen Nunataks stellen sie jedoch keine aus Inlandeis oder Gletschern hinausragenden Berge dar, sondern sind tatsächlich Meeresinseln. Das ehemals umliegende Schelfeis (Larsen-A) ist 1995 zerfallen. Wenige Kilometer südöstlich der Inselgruppe benachbart befindet sich die deutlich größere Robertson-Insel.
Die Robbeninseln wurden im Dezember 1893 durch Carl Anton Larsen entdeckt und benannt, dessen Antarktis-Expedition mit den Schiffen Jason, Hertha und Castor der norwegischen Reederei A/S Oceana maßgeblich durch die Hamburger Firma Woltereck & Robertson finanziert wurde. Im Oktober 1902 erkundete und beschrieb Otto Nordenskjöld als Leiter der schwedischen Antarktisexpedition die Robbeninseln intensiv. Die Inseln sind vulkanischen Ursprungs und zwischen 200.000 (Donaldinsel und Grayinsel) und 1,5 Millionen Jahren alt (Larseninsel und Bruceinsel). Vulkanische Aktivitäten wurden aber nur in begrenztem Umfang auf vier der Inseln (einschließlich der Lindenberginsel) durch Larsen 1893 und wieder Anfang der 1980er Jahre beobachtet. Die Murdochinsel ist mit 368 m die höchste der Robbeninseln. Die Pedersen-Insel ist die westlichste und zugleich küstennächste der Inseln, nur etwa 6 Kilometer vom antarktischen Festland entfernt.
1961 errichtete Argentinien auf der Larseninsel die heute nur noch saisonal betriebene Polarstation Base Antártica Matienzo.

## Inseln
Zu den Robbeninseln zählen:
| Insel                                   | Fläche (km²) | benannt nach… | Koordinaten          |
| --------------------------------------- | ------------ | --- | -------------------- |
| Christensen-Nunatak (Christensenvulkan) | 9,82         | Christen Fredrik Christensen (1845–1923), dem Direktor der Reederei der Larsen-Expedition                                             | 65° 6′ S, 59° 31′ W  |
| Castorinsel                             | 3,16         | einem Schiff der Larsen-Expedition | 65° 10′ S, 59° 55′ W |
| Pollux-Nunatak                          | 0,10         | der griechischen Sagengestalt, dem Bruder von Castor                                                                                  | 65° 5′ S, 59° 53′ W  |
| Larseninsel                             | 0,67         | Carl Anton Larsen | 64° 58′ S, 60° 5′ W  |
| Murdoch-Nunatak                         | 8,92         | William Gordon Burn-Murdoch, einem schottischen Künstler und Teilnehmer an der Dundee Whaling Expedition 1892–1893                    | 65° 1′ S, 60° 2′ W   |
| Arctowski-Nunatak                       | 0,75         | Henryk Arctowski, einem polnischen Geologen und Teilnehmer an der Belgica-Expedition 1897–1899                                        | 65° 6′ S, 60° 0′ W   |
| Herthainsel                             | 2,16         | einem Schiff der Larsen-Expedition | 65° 0′ S, 60° 13′ W  |
| Gray-Nunatak                            | 0,73         | Kapitän David Gray (1828–1896), der 1891 vergeblich versucht hatte, eine Walfangexpedition in die Antarktis zu organisieren           | 65° 6′ S, 60° 4′ W   |
| Donald-Nunatak                          | 0,33         | Charles William Donald (1870–1932), einem schottischen Naturwissenschaftler und Teilnehmer an der Dundee Whaling Expedition 1892–1893 | 65° 5′ S, 60° 6′ W   |
| Åkerlundh-Nunatak                       | 0,05         | Gustaf Åkerlundh (* 1881), dem jüngsten Teilnehmer der schwedischen Antarktisexpedition 1901–1903                                     | 65° 4′ S, 60° 10′ W  |
| Bruce-Nunatak                           | 6,29         | William Speirs Bruce, einem schottischen Polarforscher und Teilnehmer an der Dundee Whaling Expedition 1892–1893                      | 65° 5′ S, 60° 15′ W  |
| Jasoninsel englisch Dallmann Nunatak    | 3,17         | einem Schiff der Larsen-Expedition | 65° 1′ S, 60° 18′ W  |
| Evensen-Nunatak                         | 0,31         | Karl Julius Evensen (1851–1937), Kapitän der Hertha der Larsen-Expedition                                                             | 64° 59′ S, 60° 22′ W |
| Bull-Nunatak                            | 1,94         | Henrik Johan Bull (1844–1930), dem Leiter der Antarctic-Expedition 1893–1895                                                          | 65° 5′ S, 60° 23′ W  |
| Pedersen-Nunatak                        | 4,24         | Morten Pedersen, Kapitän der Castor der Larsen-Expedition                                                                             | 64° 56′ S, 60° 44′ W |
| Robbeninseln                            | 46,88        | |                      |

Manchmal wird auch eine etwa 15 Kilometer weiter nördlich gelegene Insel zu den Robbeninseln gezählt:
- Lindenberginsel (oder Lindenbergzuckerhut) – benannt nach Carl Lindenberg (1847–1921), einem Gesellschafter der Firma Woltereck & Robertson, die eine erhebliche Kapitalbeteiligung an der Reederei Oceana hielt[3] (64° 55′ S, 59° 40′ W).

Daneben benannte Larsen eine Oceanainsel; diese Erhebung ist allerdings Teil der Robertson-Insel:
- Oceana-Nunatak, 0,90 km² – benannt nach der Reederei der Larsen-Expedition (65° 8′ S, 59° 47′ W).